# Jacob Heinl
Jacob Heinl (ur. 3 października 1986 w Hamburgu) – niemiecki piłkarz ręczny, reprezentant kraju, grający na pozycji obrotowego.
Do 2021 występował w Bundeslidze, w drużynie SG Flensburg-Handewitt.

## Sukcesy

### klubowe
- Mistrzostwa Niemiec:
  -  2012
- Puchar Zdobywców Pucharów:
  -  2012